# ماکوتو ایموکا
ماکوتو ایموکا (انگلیسی: Makoto Imaoka؛ زادهٔ ۱۱ سپتامبر ۱۹۷۴) بازیکن بیس‌بال اهل ژاپن است.
وی در مسابقات کشوری و بین‌المللی در مجموع برندهٔ ۲ مدال نقره شده‌است.